# Кампобелло (Південна Кароліна)
Кампобелло (англ. Campobello) — місто (англ. town) в США, в окрузі Спартанберг штату Південна Кароліна. Населення — 675 осіб (2020).

## Географія
Кампобелло розташоване за координатами 35°7′35″ пн. ш. 82°8′57″ зх. д. / 35.12639° пн. ш. 82.14917° зх. д. (35.126289, -82.149176).  За даними Бюро перепису населення США в 2010 році місто мало площу 7,23 км², уся площа — суходіл. В 2017 році площа становила 9,06 км², уся площа — суходіл.

## Демографія
Згідно з переписом 2010 року, у місті мешкали 502 особи в 199 домогосподарствах у складі 151 родини. Густота населення становила 69 осіб/км².  Було 225 помешкань (31/км²).
Расовий склад населення:
| - 86,7 % — білих - 9,4 % — чорних або афроамериканців - 2,2 % — азіатів - 1,0 % — осіб інших рас |

До двох чи більше рас належало 0,8 %. Частка іспаномовних становила 1,6 % від усіх жителів.
За віковим діапазоном населення розподілялося таким чином: 19,9 % — особи молодші 18 років, 63,4 % — особи у віці 18—64 років, 16,7 % — особи у віці 65 років та старші. Медіана віку мешканця становила 45,5 року. На 100 осіб жіночої статі у місті припадало 101,6 чоловіків;  на 100 жінок у віці від 18 років та старших — 93,3 чоловіків також старших 18 років.
Середній дохід на одне домашнє господарство  становив 48 457 доларів США (медіана — 36 458), а середній дохід на одну сім'ю — 56 388 доларів (медіана — 56 042). Медіана доходів становила 38 750 доларів для чоловіків та 27 500 доларів для жінок. За межею бідності перебувало 23,8 % осіб, у тому числі 33,1 % дітей у віці до 18 років та 16,4 % осіб у віці 65 років та старших.
Цивільне працевлаштоване населення становило 218 осіб. Основні галузі зайнятості: освіта, охорона здоров'я та соціальна допомога — 27,1 %, виробництво — 17,4 %, роздрібна торгівля — 15,6 %.